# John Edwards (cestista)
John Chapman Edwards (Warren, 31 luglio 1981) è un cestista statunitense, professionista nella NBA e in Europa.